# Buhlebezwe Siwani
Buhlebezwe Siwani, née en 1987 à Johannesbourg, est une artiste sud-africaine engagée. Elle vit et travaille en Europe. 

## Biographie
Buhlebezwe Siwani est diplômée en 2011 d'un Bachelor of Fine Arts à la Wits School of Arts de Johannesbourg. En 2015, elle obtient un Master of Arts in Fine Art à la Michaelis School of Fine Art au Cap. Elle travaille sur la religion, la spiritualité et la féminité.

## Carrière artistique
Buhlebezwe Siwani pratique la photographie, la sculpture, l'installation et la performance. Sa pratique multimédia questionne les fondements du monde, par le prisme de son statut de sangoma. Ses œuvres sont alors produites selon ses orientations spirituelles et des religions africaines.
En 2015, elle fait partie des membres fondateurs du collectif iQhiya qui dénonce le manque d'exposition et la sous-représentation d'artistes femmes noires dans le milieu culturel en Afrique du Sud. Deux ans plus tard, elle est résidente à la Her Vijfde Seizoen à Amsterdam, aux Pays-Bas.
Elle entre en résidence à la Cité internationale des arts en 2020, où elle réalise une performance et une installation sur les liens maternels et spirituels des femmes noires de la diaspora. Son œuvre est présentée dans le cadre de la saison Africa 2020. Elle s'empare alors de la symbolique de la bouteille d'eau comme élément rituel.

## Expositions
- iNcence, No Man's Art Gallery, Amsterdam, 2018
- Qab'Imbola - WHATIFTHEWORLD, Le Cap, 2018
- Othunjiweyo, Galeria Madragoa, Lisbonne, 2019
- Inkanyamba, Galeria Municipal de Arte de Almada, Almada, 2020
- The Power of My HandsAfrique(s) : artistes femmes, Musée d'Art Moderne, Paris, 2021